# Condado de Mecosta
El condado de Mecosta (en inglés: Mecosta County, Míchigan), fundado en 1840, es uno de los 83 condados del estado estadounidense de Míchigan. En el año 2000 tenía una población de 40.553 habitantes con una densidad poblacional de 28 personas por km². La sede del condado es Big Rapids.

## Geografía
Según la Oficina del Censo, el condado tiene un área total de 1479 km² (571 mi²), de la cual 1440 km² (556 mi²) es tierra y 39 km² (15,1 mi²) es agua.

## Condados adyacentes
- Condado de Osceola norte
- Condado de Isabella este
- Condado de Montcalm sur
- Condado de Newaygo oeste

## Demografía
En el 2000 la renta per cápita promedia del condado era de $33 849, y el ingreso promedio para una familia era de $40 465. El ingreso per cápita para el condado era de $16 372. En 2000 los hombres tenían un ingreso per cápita de $32 127 frente a los $22 467 que percibían las mujeres. Alrededor del 16,10% de la población estaba bajo el umbral de pobreza nacional.

## Lugares

### Ciudades
- Big Rapids

### Villas
- Barryton
- Mecosta
- Morley
- Stanwood

### Comunidades no incorporadas
- Altona

### Lugar designado por el censo
- Canadian Lakes

### Municipios
| - Municipio de Aetna - Municipio de Austin - Municipio de Big Rapids - Municipio de Chippewa | - Municipio de Colfax - Municipio de Deerfield - Municipio de Fork - Municipio de Grant | - Municipio de Green Charter - Municipio de Hinton - Municipio de Martiny - Municipio de Mecosta | - Municipio de Millbrook - Municipio de Morton - Municipio de Sheridan - Municipio de Wheatland |

### Principales carreteras
- US-131
- BUS US 131 es una ruta circular que transiten por Big Rapids.
- M-20
- M-66
- B-96